# 朱虚之
朱虚之（1912年2月—2000年11月8日），原名文麟，亦作文林。浙江省临海县城（即台州府城）西门五所巷人。中国人民解放军开国少将。

## 生平
1926年入浙江省立六中读书。初中毕业后，入南京钟南中学。因免学费1930年春考入陆海空军总司令部军事交通技术交流所三期生学习报务（即通信兵学校第三期、黄埔军校第八期）。
1931年3月随毛炳文的第八师到江西“围剿”红军。1931年8月，第三次“反围剿”战役中，红军营政委萧华找他谈话，遂加入红军，改名为朱虚之。历任军委总台副报务员、红三军无线电分队队长、军委电台一分队队长并参加长征、红九军团马鬃岭分兵诱敌时率电台到该军团任无线电队第四分队队长、四渡赤水之后任红一军团无线电一中队中队长。1933年5月，由政委钟夫翔等介绍加入中国共产党。
抗战爆发后，任八路军前敌总指挥部无线电大队副大队长兼一分队队长，负责与延安、八路军驻南京办事处以及八路军各师、各旅电讯联络，以及与一、二战区司令长官公署联络。1938年夏秋，任八路军前总三科副科长兼总部通信营营长。1939年5月，入北方局党校第一期学习。1940年随一一五师赴山东，任八路军山东纵队政治部直工科科长、组织科科长，鲁中军区政治部组织科科长。从此该做政治工作。1943年7月离开鲁中军区，1943年底到延安，入中央党校二部学习，后转中央党校一部。1945年4月参加中共七大。
抗战胜利后奔赴东北。1945年11月初任东北人民自治军（以及随后改称的东北民主联军、东北野战军、东北军区）司令部通信联络处政委。第一个任务是筹集通信器材，建设后方通信器材生产基地。在沈阳接收了伪满电话电报局、广播电台、通信器材厂和一些仓库，弄到了一批通信器材，仅从伪满通信器材厂弄到的日式电台就有三千多部，及时补充了出关各部队。1945年11月16日山海关失守后，组织人员先用火车、后用马车，分两批把通信器材全部运到通化后方基地。派人到朝鲜、大连购买奇缺的电话线、干电池。派赵景琪到牡丹江地区筹建电池厂，很快研究试制出耐低温的干电池，保证了部队的需要。根据林彪司令员1945年12月19日《关于加强军需建设》的电报精神，在通化选址筹建通信器材工厂，后又迁龙井、呼兰、汤原等地继续筹建，1946年8月在东安正式建成东北民主联军总司令部通信器材厂，生产、修理手摇马达、收发报机、电话单机、电话总机、干电池和电话线。东满、南满和冀察热辽等军区也成立了通信器材工厂。陆续上收各级通信器材储备调拨与工厂，使东安通信器材厂发展成有五个专业分厂。日常任务是选好、配齐师（刚出关时，后为野战纵队级）部队的主要通信干部，加强一线工作。 
1949年任第四野战军司令部通信部政委，随军南下，任中南军区直属部队政治部副主任兼组织部长，直属部队政治部主任，中南军区政治部直属工作部部长。
1953年10月，调任解放军空军干部管理部副部长。1955年，授予中国人民解放军少将。荣获二级八一勋章、二级独立自由勋章、一级解放勋章，定为行政七级。1956年6月任空军干部管理部部长。1960年1月1日任空军技术部政治委员、党委副书记。此后历任各职务实际上都是负责领导管理空军的地对空导弹部队：1960年4月代兼空军工程部部长；1961年3月兼任空军技术部党委书记；1961年10月任空军高射炮兵指挥部政委兼党委副书记；1966年5月任空军第二高射炮兵指挥部政委兼党委书记（司令员空缺）。1968年9月第二高射炮兵指挥部降级为空军司令部下属的二级部。1969年任空军副参谋长。
九一三事件后1971年11月10日被隔离审查。1979年暂住济南干休所。1988年2月正式办理离休手续，恢复党组织生活。1988年授予二级红星功勋荣誉章。1989年7月9日从济南迁回北京在南苑干休所休息。

## 家人
- 父亲朱福皆（字子康，约1871—1948）
- 母亲李氏（1873—1936）：临海黄坦李宅人。
- 兄朱文彪：黄埔军校五期
- 大姐夫谢哲琨：黄埔军校五期毕业生
- 堂兄朱文田：复旦大学毕业后到南京中央军校经理处任职员
- 表弟沈树生：军事交通技术交流所第四期（即黄埔十二期通信科）
- 儿子朱汉滨：新大陆集团的创始人
  - 孙女朱珠：演员